# Баришич, Йосип
Йосип Баришич (хорв. Josip Barišić, 14 ноября 1986, Осиек) — хорватский футболист, нападающий.

## Клубная карьера
Воспитанник «Осиека». За эту команду на профессиональном уровне сыграл более 100 матчей в чемпионате Хорватии. В период с 2006 по 2008 года играл в аренде в различных хорватских и словенском клубе низших дивизионов. В 2012 году безуспешно пробовал трудоустроиться в минском «Динамо» (Белоруссия), затем провёл 5 матчей в украинской Премьер-лиге в составе «Александрии».

## Выступления за сборные
В 2006—2006 годах привлекался в состав молодёжной сборной Хорватии. В её составе сыграл в четырёх матчах и отличился 1 забитым голом.